# Hammond (Maine)
Pour les articles homonymes, voir Hammond.
Hammond est une ville située dans l’État américain du Maine, dans le comté d’Aroostook. 

## Géographie
|                |         | Littleton (Maine) |
| Smyrna (Maine) | Hammond |                   |
|                |         | Houlton (Maine)   |